# Bob Love
Pour les articles homonymes, voir Love.
Robert Love, dit Bob Love, né le 8 décembre 1942 à Bastrop en Louisiane et mort le 18 novembre 2024, est un ancien joueur américain de basket-ball. Il a évolué en National Basketball Association principalement sous les couleurs des Bulls de Chicago, qui ont d'ailleurs retiré son maillot numéro 10 le 14 janvier 1994.

## Biographie

### Jeunesse
Love connaît une enfance difficile, marquée par la pauvreté et les défis. Fils d'un métayer, il a grandi dans les champs de coton de Louisiane. Son premier panier de basket fut fabriqué à partir d'un cintre en fil de fer, et son premier ballon de basket était une paire de chaussettes. Il souffrait d'un grave bégaiement et parlait rarement, craignant d'être interpellé à l'école où les autres enfants se moqueraient de lui. Love a été élevé par un beau-père violent jusqu'à l'âge de 8 ans et n'a rencontré son père biologique qu'à l'âge de 33 ans. Il s'est enfui pour vivre avec sa grand-mère à l'âge de 8 ans.
Après avoir fréquenté la Southern University, il est sélectionné par les Royals de Cincinnati lors de la Draft NBA 1965. Il joue donc pour les Royals avant de rejoindre les Bucks de Milwaukee en 1968, puis les Bulls de Chicago en 1969.

### Carrière professionnelle
C'est avec les Bulls que Bob Love brille vraiment. Surnommé "Butterbean", il est réputé pour sa polyvalence, sa capacité à marquer des paniers difficiles et son éthique de travail exemplaire. Love est sélectionné à trois reprises pour le NBA All-Star Game, de 1971 à 1973, et remporte le titre de meilleur marqueur des Bulls à plusieurs reprises.
En dehors des terrains, Love doit également surmonter des obstacles personnels, notamment une incapacité à lire due à la dyslexie. Malgré cela, il persévère et apprend finalement à lire et à écrire.
Après sa carrière de joueur, Bob Love est reste impliqué dans le basketball, notamment en travaillant pour les Bulls de Chicago dans divers rôles, y compris celui d'ambassadeur de l'équipe.
Au fil des ans, Bob Love est devenu une figure respectée dans le monde du basketball pour ses performances sur le terrain, son engagement envers son équipe et sa communauté, ainsi que pour sa force personnelle face à l'adversité.
Il a par ailleurs écrit un livre, The Bob Love Story: If It's Gonna Be, It's Up to Me  (ISBN 0-8092-2597-2), sorti en 1999.

### Vie personnelle, troubles de la parole et décès
Love souffrait d'un grave problème de bégaiement, à tel point qu'après la fin de sa carrière de All-Star NBA, le seul travail qu'il a pu trouver était celui de plongeur et de serveur dans un magasin Nordstrom à Seattle. Dans les années 1980, avec le soutien du directeur du magasin, John Nordstrom, Love a commencé à travailler avec l'orthophoniste Susan Hamilton qui l'a aidé à surmonter son bégaiement. Love a surmonté son trouble de la parole et est devenu un conférencier motivateur. En 1992, les Bulls ont embauché Love comme directeur des affaires communautaires, où il a parlé à des milliers d'adolescents, prononçant des centaines de discours par an.
Bob Love meurt le 18 novembre 2024 à l'âge de 81 ans, après une longue bataille contre le cancer.

## Équipes
- 1965–1966 :  Colonials de Trenton (EPBL)
- 1966–1968 :  Royals de Cincinnati
- 1968 :  Bucks de Milwaukee
- 1968–1976 :  Bulls de Chicago
- 1976–1977 :  Nets de New York
- 1977 :  SuperSonics de Seattle

## Palmarès
- 3 sélections au NBA All-Star Game en 1971, 1972 et 1973.
- All-NBA Second Team en 1971 et 1972.
- NBA All-Defensive Second Team en 1972, 1974 et 1975.

## Statistiques

### Saison régulière
Légende :
| Meilleur joueur de cette catégorie statistique de la saison |

gras = ses meilleures performances
Statistiques en saison régulière de Bob Love
| Saison        | Équipe         | Matchs | Titul. | Min./m | % Tir | % LF | Rbds/m. | Pass/m. | Int/m. | Ctr/m. | Pts/m. |
| ------------- | -------------- | ------ | ------ | ------ | ----- | ---- | ------- | ------- | ------ | ------ | ------ |
| 1965-1966     | Trenton (EPBL) | 28     | —      | —      | —     | 73,6 | 18,5    | 2,0     | —      | —      | 24,0   |
| 1966-1967     | Cincinnati     | 66     | —      | 16,3   | 42,9  | 63,3 | 3,9     | 0,7     | —      | —      | 6,7    |
| 1967-1968     | Cincinnati     | 72     | —      | 14,8   | 42,4  | 68,4 | 2,9     | 0,8     | —      | —      | 6,4    |
| 1968-1969     | Milwaukee      | 14     | —      | 16,2   | 36,8  | 76,3 | 4,6     | 0,2     | —      | —      | 7,6    |
| 1968-1969     | Chicago        | 35     | —      | 9,0    | 41,6  | 72,4 | 2,5     | 0,4     | —      | —      | 5,1    |
| 1969-1970     | Chicago        | 82     | —      | 38,1   | 46,6  | 84,2 | 8,7     | 1,8     | —      | —      | 21,0   |
| 1970-1971     | Chicago        | 81     | 81     | 43,0   | 44,7  | 82,9 | 8,5     | 2,3     | —      | —      | 25,2   |
| 1971-1972     | Chicago        | 79     | 76     | 39,3   | 44,2  | 78,4 | 6,6     | 1,6     | —      | —      | 25,8   |
| 1972-1973     | Chicago        | 82     | 75     | 37,0   | 43,1  | 82,4 | 6,5     | 1,5     | —      | —      | 23,1   |
| 1973-1974     | Chicago        | 82     | 76     | 40,1   | 41,7  | 81,8 | 6,0     | 1,6     | 1,0    | 0,3    | 21,8   |
| 1974-1975     | Chicago        | 61     | 57     | 39,4   | 42,9  | 83,0 | 6,3     | 1,7     | 1,0    | 0,2    | 22,0   |
| 1975-1976     | Chicago        | 76     | 64     | 37,1   | 39,0  | 80,1 | 6,7     | 1,9     | 0,8    | 0,1    | 19,1   |
| 1976-1977     | Chicago        | 14     | 13     | 35,4   | 33,8  | 76,1 | 5,2     | 1,6     | 0,6    | 0,1    | 12,2   |
| 1976-1977     | Brooklyn       | 13     | 2      | 17,5   | 46,2  | 84,6 | 2,9     | 0,3     | 0,1    | 0,2    | 10,1   |
| 1976-1977     | Seattle        | 32     | 0      | 14,1   | 37,2  | 87,2 | 2,7     | 0,7     | 0,4    | 0,1    | 4,1    |
| Carrière      | Carrière       | 789    | 444    | 31,8   | 42,9  | 80,5 | 5,9     | 1,4     | 0,8    | 0,2    | 17,6   |
| All-Star Game | All-Star Game  | 3      | 1      | 16,3   | 44,4  | 66,7 | 4,3     | 0,0     | —      | —      | 10,0   |

### Playoffs
Légende :
| Meilleur joueur de cette catégorie statistique de la saison |

Statistiques en playoffs de Bob Love
| Saison   | Équipe   | Matchs | Titul. | Min./m | % Tir | % LF | Rbds/m. | Pass/m. | Int/m. | Ctr/m. | Pts/m. |
| -------- | -------- | ------ | ------ | ------ | ----- | ---- | ------- | ------- | ------ | ------ | ------ |
| 1970     | Chicago  | 5      | —      | 34,4   | 38,5  | 79,2 | 9,2     | 0,8     | —      | —      | 11,8   |
| 1971     | Chicago  | 7      | 7      | 47,1   | 49,1  | 80,6 | 7,3     | 1,4     | —      | —      | 26,7   |
| 1972     | Chicago  | 4      | 4      | 43,3   | 36,0  | 84,6 | 6,8     | 1,8     | —      | —      | 18,8   |
| 1973     | Chicago  | 7      | 7      | 44,9   | 45,9  | 73,2 | 9,6     | 3,3     | —      | —      | 23,7   |
| 1974     | Chicago  | 11     | 11     | 44,5   | 40,5  | 76,3 | 5,7     | 2,2     | 1,3    | 0,5    | 23,0   |
| 1975     | Chicago  | 13     | 13     | 44,8   | 43,7  | 77,9 | 7,5     | 1,5     | 0,8    | 0,4    | 25,8   |
| Carrière | Carrière | 47     | 42     | 43,9   | 43,1  | 77,6 | 7,5     | 1,9     | 1,0    | 0,4    | 22,9   |